# Список номинантов и лауреатов премии «Золотая маска» 2016 года
«Золотая маска» — российская национальная театральная премия и фестиваль. «Золотая маска» была учреждена Союзом театральных деятелей России (СТД РФ) в 1993 году (в некоторых источниках назван 1994 год) по инициативе народного артиста СССР М. А. Ульянова (председатель СТД РФ в 1986—1996 годах) и при участии его заместителя В. Г. Урина и драматурга В. В. Павлова.

## О премии
Премия «Золотая маска» присуждается на конкурсной основе один раз в год по итогам прошедшего театрального сезона за творческие достижения в области театрального искусства, вручается спектаклям всех жанров театрального искусства: драма, опера, балет, оперетта и мюзикл, кукольный театр.
Для отбора спектаклей на конкурсы создаётся два экспертных совета — один для спектаклей театра драмы и театров кукол, второй для спектаклей оперы, оперетты / мюзикла и балета. Для определения победителей — лауреатов из состава номинантов (тайным голосованием по результатам фестиваля), создаётся два профессиональных жюри — по аналогии с экспертными советами — одно для спектаклей театра драмы и театров кукол и второе для спектаклей оперы, оперетты / мюзикла и балета. В состав жюри не могут входить создатели и исполнители спектаклей, участвующих в фестивале, а также члены экспертного совета.

## Лауреаты и события фестиваля «Золотая маска» 2016 года
В Москве 22-й фестиваль проходил в феврале — апреле 2016 года. На этапе отбора номинантов экспертный совет премии отсмотрел 774 спектакля. В фестивале (в конечном списке отобранных номинантов) приняли участие 52 театра из 19 городов, было представлено 69 спектаклей.
Региональные мероприятия фестиваля «Золотая маска» 2016 года прошли в Воронеже, Саранске, Ростове Великом, Латвии и Эстонии.

### Номинанты премии «Золотая маска» 2016 года
Таблица номинантов составлена на основании официального опубликованного списка, с группировкой по спектаклям. Положение о премии и фестивале «Золотая маска» не регламентирует максимальное количество номинантов в одной номинации. Каждый экспертный совет самостоятельно определяет номинантов соответствующих конкурсов, но должен отобрать для соискания премии в любой номинации не менее двух номинантов, что обеспечивает соблюдение конкурсной основы соискания и присуждения премии. Экспертные советы имеют право принять решение об отсутствии номинантов премии в любой номинации. В таблице объединены в одну колонку номинации «лучшая женская роль» и «лучшая мужская роль».
Легенда:
  — Спектакль номинирован в номинации «Лучший спектакль»

«–» — Этот аспект спектакля не номинирован
| Конкурс спектаклей драматического театра (спектакль большой формы)                                                        | Конкурс спектаклей драматического театра (спектакль большой формы) | Конкурс спектаклей драматического театра (спектакль большой формы) | Конкурс спектаклей драматического театра (спектакль большой формы)              | Конкурс спектаклей драматического театра (спектакль большой формы)         | Конкурс спектаклей драматического театра (спектакль большой формы) | Конкурс спектаклей драматического театра (спектакль большой формы) | Конкурс спектаклей драматического театра (спектакль большой формы) |
| --- | ------------------------------------------------------------------ | ------------------------------------------------------------------ | ------------------------------------------------------------------------------- | -------------------------------------------------------------------------- | ------------------------------------------------------------------ | ------------------------------------------------------------------ | ------------------------------------------------------------------ |
| |                                                                    |                                                                    |                                                                                 |                                                                            |                                                                    |                                                                    |                                                                    |
| Спектакль/номинации | лучший спектакль                                                   | лучшая работа режиссёра                                            | лучшая роль                                                                     | лучшая роль второго плана                                                  | лучшая работа художника-постановщика                               | лучшая работа художника по свету                                   | лучшая работа художника по костюмам                                |
| |                                                                    |                                                                    |                                                                                 |                                                                            |                                                                    |                                                                    |                                                                    |
| «Юбилей ювелира» Московский Художественный театр имени А. П. Чехова                                                       | зелёная ✓                                                          | Константин Богомолов                                               | Наталья Тенякова • Олег Табаков                                                 | Дарья Мороз                                                                | –                                                                  | –                                                                  | –                                                                  |
| «Нюрнберг» Российский академический молодёжный театр, Москва                                                              | зелёная ✓                                                          | Алексей Бородин                                                    | –                                                                               | Илья Исаев (Яннинг)                                                        | Станислав Бенедиктов                                               | –                                                                  | –                                                                  |
| «Бег» Театр им. Е. Вахтангова, Москва                                                                                     | зелёная ✓                                                          | Юрий Бутусов                                                       | Виктор Добронравов (Хлудов) • Сергей Епишев (Голубков) • Артур Иванов (Чарнота) | –                                                                          | Александр Шишкин                                                   | Александр Сиваев                                                   | –                                                                  |
| «Кабаре Брехт» Театр им. Ленсовета, Санкт-Петербург                                                                       | зелёная ✓                                                          | Юрий Бутусов                                                       | Сергей Волков (Бертольт Брехт)                                                  | –                                                                          | –                                                                  | –                                                                  | –                                                                  |
| «Zholdak dreams: Похитители чувств» Большой драматический театр имени Г. А. Товстоногова, Санкт-Петербург                 | зелёная ✓                                                          | Андрий Жолдак                                                      | –                                                                               | Сергей Стукалов (голоса мужских персонажей)                                | Андрий Жолдак и Даниэль Жолдак                                     | –                                                                  | Даниэль Жолдак                                                     |
| «Трамвай „Желание“» Театр драмы им. А. П. Чехова, Серов                                                                   | зелёная ✓                                                          | Андреас Мерц-Райков                                                | Пётр Незлученко (Ковальски)                                                     | –                                                                          | –                                                                  | –                                                                  | –                                                                  |
| «Пьяные» Большой драматический театр имени Г. А. Товстоногова, Санкт-Петербург                                            | зелёная ✓                                                          | Андрей Могучий                                                     | –                                                                               | Марина Игнатова (Лора) • Анатолий Петров (Карл) • Василий Реутов (Лоуренс) | Александр Шишкин                                                   | –                                                                  | –                                                                  |
| «Колыбельная для Софьи» Драматический театр, Минусинск                                                                    | зелёная ✓                                                          | Алексей Песегов                                                    | Ольга Смехова (Софья) • Игорь Фадеев (Трофим)                                   | –                                                                          | –                                                                  | Сергей Гаевой                                                      | –                                                                  |
| «Сон в летнюю ночь» Театр «Мастерская П. Н. Фоменко», Москва                                                              | зелёная ✓                                                          | Иван Поповски                                                      | Ирина Горбачёва (Елена)                                                         | –                                                                          | –                                                                  | –                                                                  | –                                                                  |
| «Обыкновенная история» Гоголь-центр, Москва                                                                               | зелёная ✓                                                          | Кирилл Серебренников                                               | Алексей Агранович (Пётр Иванович Адуев)                                         | –                                                                          | –                                                                  | –                                                                  | –                                                                  |
| «Маскарад. Воспоминания будущего» Александринский театр, Санкт-Петербург                                                  | зелёная ✓                                                          | Валерий Фокин                                                      | Пётр Семак (Арбенин)                                                            | Николай Мартон (Неизвестный)                                               | Семён Пастух                                                       | Дамир Исмагилов                                                    | –                                                                  |
| «Маленькие трагедии» Русский драматический театр Удмуртии, Ижевск                                                         | зелёная ✓                                                          | Пётр Шерешевский                                                   | Юрий Малашин (Сальери)                                                          | –                                                                          | Елена Сорочайкина                                                  | –                                                                  | –                                                                  |
| «Человек» Большой драматический театр имени Г. А. Товстоногова, Санкт-Петербург                                           | зелёная ✓                                                          | Томи Янежич                                                        | –                                                                               | –                                                                          | Бранко Хойник                                                      | –                                                                  | Марина Сремац                                                      |
| «Алиsа» Театр юного зрителя, Красноярск                                                                                   | зелёная ✓                                                          | –                                                                  | –                                                                               | –                                                                          | Даниил Ахмедов                                                     | Тарас Михалевский                                                  | Даниил Ахмедов                                                     |
| |                                                                    |                                                                    |                                                                                 |                                                                            |                                                                    |                                                                    |                                                                    |
| Конкурс спектаклей драматического театра (спектакль малой формы)                                                          |                                                                    |                                                                    |                                                                                 |                                                                            |                                                                    |                                                                    |                                                                    |
| |                                                                    |                                                                    |                                                                                 |                                                                            |                                                                    |                                                                    |                                                                    |
| Спектакль/номинации | лучший спектакль                                                   | лучшая работа режиссёра                                            | лучшая роль                                                                     | лучшая роль второго плана                                                  | лучшая работа художника-постановщика                               | лучшая работа художника по свету                                   | лучшая работа художника по костюмам                                |
| |                                                                    |                                                                    |                                                                                 |                                                                            |                                                                    |                                                                    |                                                                    |
| «Черноликие» Башкирский театр драмы им. М. Гафури, Уфа                                                                    | зелёная ✓                                                          | Айрат Абушахманов                                                  | Гульнара Казакбаева (Галима)                                                    | –                                                                          | Альберт Нестеров                                                   | –                                                                  | Альберт Нестеров                                                   |
| «Элементарные частицы» Театр «Старый дом», Новосибирск                                                                    | зелёная ✓                                                          | Семён Александровский                                              | –                                                                               | –                                                                          | Алексей Лобанов                                                    | –                                                                  | –                                                                  |
| «Таня-Таня» Театр-студия «Грань», Новокуйбышевск                                                                          | зелёная ✓                                                          | Денис Бокурадзе                                                    | Юлия Бокурадзе (Таня)                                                           | Даниил Богомолов (Охлобыстин) • Алина Костюк (Зина)                        | –                                                                  | –                                                                  | Елена Соловьёва                                                    |
| «Беккет. Пьесы» Театр юных зрителей имени А. А. Брянцева, Санкт-Петербург                                                 | зелёная ✓                                                          | Дмитрий Волкострелов                                               | –                                                                               | –                                                                          | –                                                                  | –                                                                  | –                                                                  |
| «Теллурия» Александринский театр, Санкт-Петербург                                                                         | зелёная ✓                                                          | Марат Гацалов                                                      | –                                                                               | –                                                                          | Марат Гацалов                                                      | –                                                                  | Алексей Лобанов                                                    |
| «Кто боится Вирджинии Вулф?» Московский театр юного зрителя                                                               | зелёная ✓                                                          | Кама Гинкас                                                        | Игорь Гордин (Джордж)                                                           | –                                                                          | –                                                                  | –                                                                  | –                                                                  |
| «Самоубийца» Театр «Студия театрального искусства», Москва                                                                | зелёная ✓                                                          | Сергей Женовач                                                     | –                                                                               | –                                                                          | –                                                                  | –                                                                  | –                                                                  |
| «Человеческое использование человеческих существ» Электротеатр Станиславский, Москва, и Socìetas Raffaello Sanzio, Италия | зелёная ✓                                                          | Ромео Кастеллуччи                                                  | –                                                                               | –                                                                          | Ромео Кастеллуччи                                                  | –                                                                  | –                                                                  |
| «О-й. Поздняя любовь» «Лаборатория Дмитрия Крымова» театра «Школа драматического искусства», Москва                       | зелёная ✓                                                          | Дмитрий Крымов                                                     | Мария Смольникова (Людмила)                                                     | Константин Муханов (Лебёдкина)                                             | Анна Кострикова                                                    | –                                                                  | Анна Кострикова                                                    |
| «Месяц в деревне» Российский театр драмы имени Ф. Волкова, Ярославль                                                      | зелёная ✓                                                          | Евгений Марчелли                                                   | Анастасия Светлова (Наталья Петровна)                                           | Владимир Майзингер (Большинцов) • Николай Шрайбер (Ракитин)                | –                                                                  | –                                                                  | Ваня Боуден                                                        |

| Конкурс спектаклей театров оперы                                                            | Конкурс спектаклей театров оперы | Конкурс спектаклей театров оперы   | Конкурс спектаклей театров оперы | Конкурс спектаклей театров оперы     | Конкурс спектаклей театров оперы | Конкурс спектаклей театров оперы    | Конкурс спектаклей театров оперы | Конкурс спектаклей театров оперы    |
| ------------------------------------------------------------------------------------------- | -------------------------------- | ---------------------------------- | --- | ------------------------------------ | -------------------------------- | ----------------------------------- | -------------------------------- | ----------------------------------- |
|                                                                                             |                                  |                                    | |                                      |                                  |                                     |                                  |                                     |
| Спектакль/номинации                                                                         | лучший спектакль                 | лучшая работа режиссёра            | лучшая роль | лучшая работа художника-постановщика | лучшая работа художника по свету | лучшая работа художника по костюмам | лучшая работа дирижёра           | лучшая работа композитора           |
|                                                                                             |                                  |                                    | |                                      |                                  |                                     |                                  |                                     |
| «Дон Жуан» Театр оперы и балета им. П. И. Чайковского, Пермь                                | зелёная ✓                        | –                                  | Наталья Кириллова (Эльвира) • Надежда Павлова (Анна)                                                                                               | –                                    | –                                | –                                   | Теодор Курентзис                 | –                                   |
| «Жанна д’Арк» Театр оперы и балета имени М. И. Глинки, Челябинск                            | зелёная ✓                        | Екатерина Василева                 | Анастасия Лепешинская (Иоанна) | –                                    | –                                | –                                   | Евгений Волынский                | –                                   |
| «Медея» Музыкальный театр им. К. С. Станиславского и Вл. И. Немировича-Данченко, Москва     | зелёная ✓                        | Александр Титель                   | Хибла Герзмава (Медея) | Владимир Арефьев                     | –                                | –                                   | Феликс Коробов                   | –                                   |
| «Пиковая дама» Мариинский театр, Санкт-Петербург                                            | зелёная ✓                        | Михаил Панджавидзе                 | Ирина Чурилова (Лиза) | –                                    | –                                | –                                   | –                                | –                                   |
| «Пиковая дама» Театр оперы и балета, Самара                                                 | зелёная ✓                        | –                                  | Ирина Крикунова (Лиза) • Михаил Губский (Герман)                                                                                                   | –                                    | –                                | –                                   | Александр Анисимов               | –                                   |
| «Ромео и Джульетта» «Новая опера» им. Е. Колобова, Москва                                   | зелёная ✓                        | Арно Бернар                        | Ирина Боженко (Джульетта) • Алексей Татаринцев (Ромео)                                                                                             | –                                    | –                                | –                                   | Андрей Лебедев                   | –                                   |
| «Сатьяграха» Театр оперы и балета, Екатеринбург                                             | зелёная ✓                        | Тадэуш Штрасбергер                 | Владимир Чеберяк (Махатма Ганди) | –                                    | Евгений Виноградов               | –                                   | Оливер фон Дохнаньи              | –                                   |
| «Свадьба Фигаро» Большой театр, Москва                                                      | зелёная ✓                        | Евгений Писарев                    | Анна Аглатова (Сюзанна) • Юлия Мазурова (Керубино) • Константин Шушаков (граф Альмавива)                                                           | Зиновий Марголин                     | –                                | Виктория Севрюкова                  | Уильям Лейси                     | –                                   |
| «Сверлийцы. Эпизод II, Эпизод V» Электротеатр Станиславский, Москва                         | зелёная ✓                        | Борис Юхананов                     | Сергей Малинин (принц Сверленыш) | Степан Лукьянов                      | –                                | Анастасия Нефёдова                  | Филипп Чижевский                 | Борис Филановский • Владимир Раннев |
| «Сказки Гофмана» Театр оперы и балета им. П. И. Чайковского, Пермь                          | зелёная ✓                        | Катерина Евангелатос               | Зарина Абаева (Антония) • Наталья Буклага (Муза, Никлаус) • Йонуц Паску (Линдорф, Коппелиус, Доктор Миракль, Дапертутто) • Тимоти Ричардс (Гофман) | Галя Солодовникова                   | –                                | –                                   | Артём Абашев                     | –                                   |
| «Хованщина» Музыкальный театр им. К. С. Станиславского и Вл. И. Немировича-Данченко, Москва | зелёная ✓                        | –                                  | Дмитрий Ульянов (Хованский) | –                                    | –                                | –                                   | –                                | –                                   |
| «Путешествие в Страну джамблей» Театр оперы и балета им. П. И. Чайковского, Пермь           | зелёная ✓                        | Вячеслав Игнатов и Мария Литвинова | – | Виктор Григорьев                     | –                                | Ольга Бекрицкая и Елена Бекрицкая   | –                                | Пётр Поспелов                       |

| Конкурс спектаклей оперетты / мюзикла                          | Конкурс спектаклей оперетты / мюзикла | Конкурс спектаклей оперетты / мюзикла | Конкурс спектаклей оперетты / мюзикла                                   | Конкурс спектаклей оперетты / мюзикла | Конкурс спектаклей оперетты / мюзикла | Конкурс спектаклей оперетты / мюзикла | Конкурс спектаклей оперетты / мюзикла | Конкурс спектаклей оперетты / мюзикла |
| -------------------------------------------------------------- | ------------------------------------- | ------------------------------------- | ----------------------------------------------------------------------- | ------------------------------------- | ------------------------------------- | ------------------------------------- | ------------------------------------- | ------------------------------------- |
|                                                                |                                       |                                       |                                                                         |                                       |                                       |                                       |                                       |                                       |
| Спектакль/номинации                                            | лучший спектакль                      | лучшая работа режиссёра               | лучшая роль                                                             | лучшая работа художника-постановщика  | лучшая работа художника по свету      | лучшая работа художника по костюмам   | лучшая работа дирижёра                | лучшая работа композитора             |
|                                                                |                                       |                                       |                                                                         |                                       |                                       |                                       |                                       |                                       |
| «Вий» Театр музыкальной комедии, Новосибирск                   | зелёная ✓                             | –                                     | Дмитрий Савин (Хома Брут)                                               | Кирилл Пискунов                       | Иван Никитин                          | –                                     | –                                     | –                                     |
| «Всё о Золушке» Театр мюзикла, Москва                          | зелёная ✓                             | Олег Глушков                          | Оксана Костецкая (Крёстная) • Елена Моисеева (Мачеха)                   | –                                     | –                                     | Ольга-Мария Тумакова и Вадим Воля     | Сергей Иньков                         | Раймонд Паулс                         |
| «Голливудская дива» Театр музыкальной комедии, Санкт-Петербург | зелёная ✓                             | Корнелиус Балтус                      | Лика Рулла (Глория Миллс) • Олег Красовицкий (Аксель Свифт)             | Кентаур                               | –                                     | –                                     | Андрей Алексеев                       | –                                     |
| «Маугли» «Театриум на Серпуховке», Москва                      | зелёная ✓                             | Тереза Дурова                         | –                                                                       | –                                     | –                                     | –                                     | –                                     | –                                     |
| «Рождество О. Генри» Театр им. А. С. Пушкина, Москва           | зелёная ✓                             | Алексей Франдетти                     | Анна Кармакова (Дэла, Джонзи) • Анастасия Лебедева (Мадам Софрони, Сью) | Тимофей Рябушинский                   | –                                     | Виктория Севрюкова                    | –                                     | –                                     |
| «Призрак оперы» Stage Entertainment, Москва                    | –                                     | –                                     | Тамара Котова (Кристин Даэ) • Дмитрий Ермак (Призрак оперы)             | –                                     | –                                     | –                                     | Мариам Барская                        | –                                     |

| Конкурс спектаклей балета                                                                                   | Конкурс спектаклей балета | Конкурс спектаклей балета | Конкурс спектаклей балета            | Конкурс спектаклей балета        | Конкурс спектаклей балета           | Конкурс спектаклей балета | Конкурс спектаклей балета                              | Конкурс спектаклей балета |
| --- | ------------------------- | --- | ------------------------------------ | -------------------------------- | ----------------------------------- | ------------------------- | ------------------------------------------------------ | ------------------------- |
| |                           | |                                      |                                  |                                     |                           |                                                        |                           |
| Спектакль/номинации                                                                                         | лучший спектакль          | лучшая роль | лучшая работа художника-постановщика | лучшая работа художника по свету | лучшая работа художника по костюмам | лучшая работа дирижёра    | лучшая работа постановщика (балетмейстера/ хореографа) | лучшая работа композитора |
| |                           | |                                      |                                  |                                     |                           |                                                        |                           |
| «Step lightly/Осторожной поступью» Театр оперы и балета, Екатеринбург                                       | зелёная ✓                 | – | –                                    | –                                | –                                   | –                         | –                                                      | –                         |
| «Up&down» Театр балета Бориса Эйфмана, Санкт-Петербург                                                      | зелёная ✓                 | Любовь Андреева (Николь Уоррен) • Олег Габышев (Дик Дайвер) | –                                    | –                                | –                                   | –                         | –                                                      | –                         |
| «Zeitgeist» Проект Сергея Даниляна, Россия-США                                                              | зелёная ✓                 | – | –                                    | –                                | –                                   | –                         | –                                                      | –                         |
| «Герой нашего времени» Большой театр, Москва                                                                | зелёная ✓                 | Ольга Смирнова (Бэла) • Екатерина Шипулина (Ундина) • Владислав Лантратов (Печорин («Тамань»)) • Вячеслав Лопатин (Печорин («Княжна Мери»)) • Денис Савин (Грушницкий) | –                                    | Саймон Донжер                    | –                                   | Антон Гришанин            | Юрий Посохов                                           | Илья Демуцкий             |
| «Занавес» Театр оперы и балета, Екатеринбург                                                                | зелёная ✓                 | Мария Александрова (балерина) | –                                    | –                                | –                                   | –                         | Вячеслав Самодуров                                     | –                         |
| «Когда падал снег» Театр оперы и балета им. П. И. Чайковского, Пермь                                        | зелёная ✓                 | – | –                                    | Игорь Цинн                       | –                                   | –                         | Даглас Ли                                              | –                         |
| «Минос» «Балет Москва», Москва                                                                              | зелёная ✓                 | – | –                                    | –                                | –                                   | –                         | Хуанхо Аркес                                           | –                         |
| «Моцарт и Сальери» Проект Сергея Даниляна, Россия-США                                                       | зелёная ✓                 | Владимир Варнава (Сальери) • Иван Васильев (Моцарт) | –                                    | –                                | –                                   | –                         | –                                                      | –                         |
| «Оранго. Условно убитый» Театр оперы и балета им. П. И. Чайковского, Пермь                                  | зелёная ✓                 | Наталья де Фробервиль/Домрачева (Машенька Фунтикова) • Сергей Мершин (Бейбуржуев)                                                                                      | –                                    | –                                | –                                   | Теодор Курентзис          | Алексей Мирошниченко                                   | –                         |
| «Стальной скок» Театр оперы и балета, Саратов                                                               | зелёная ✓                 | – | –                                    | –                                | –                                   | Юрий Кочнев               | Кирилл Симонов                                         | –                         |
| «Татьяна» Музыкальный театр им. К. С. Станиславского и Вл. И. Немировича-Данченко, Москва                   | зелёная ✓                 | Диана Вишнёва (Татьяна Ларина) • Дмитрий Соболевский (Евгений Онегин)                                                                                                  | –                                    | –                                | –                                   | –                         | Джон Ноймайер                                          | –                         |
| «Тщетная предосторожность» Театр оперы и балета, Екатеринбург                                               | зелёная ✓                 | Елена Воробьёва (Лиза) • Виктор Механошин (Мамаша Марцелина) | Альона Пикалова                      | –                                | Елена Зайцева                       | –                         | Сергей Вихарев                                         | –                         |
| |                           | |                                      |                                  |                                     |                           |                                                        |                           |
| Конкурс спектаклей балета (современный танец)                                                               |                           | |                                      |                                  |                                     |                           |                                                        |                           |
| |                           | |                                      |                                  |                                     |                           |                                                        |                           |
| Спектакль/номинации                                                                                         | лучший спектакль          | лучшая роль | лучшая работа художника-постановщика | лучшая работа художника по свету | лучшая работа художника по костюмам | лучшая работа дирижёра    | лучшая работа постановщика (балетмейстера/ хореографа) | лучшая работа композитора |
| |                           | |                                      |                                  |                                     |                           |                                                        |                           |
| «Pastime paradise» Танцевальная компания «Диалог Данс», Кострома                                            | зелёная ✓                 | – | –                                    | –                                | –                                   | –                         | –                                                      | –                         |
| «Всечтоямогубыть» Танцевальная компания «Воздух», Краснодар                                                 | зелёная ✓                 | – | –                                    | –                                | –                                   | –                         | Олег Степанов и Алексей Торгунаков                     | –                         |
| «Встречи» Театр современного танца, Челябинск                                                               | зелёная ✓                 | – | –                                    | –                                | –                                   | –                         | Ольга Пона                                             | –                         |
| «Кафе Идиот» «Балет Москва», Москва                                                                         | зелёная ✓                 | – | Сергей Илларионов                    | –                                | Сергей Илларионов                   | –                         | Александр Пепеляев                                     | –                         |
| «Мера тел» Театр «Провинциальные танцы», Екатеринбург совместно с Инженерным театром «Ахе», Санкт-Петербург | зелёная ✓                 | – | Максим Исаев и Павел Семченко        | –                                | –                                   | –                         | –                                                      | –                         |
| «Моя любовь/моя жизнь» Танцевальная компания Zonk’a, Екатеринбург                                           | зелёная ✓                 | – | –                                    | –                                | –                                   | –                         | –                                                      | –                         |

| Конкурс спектаклей театров кукол                                                                  | Конкурс спектаклей театров кукол | Конкурс спектаклей театров кукол | Конкурс спектаклей театров кукол     | Конкурс спектаклей театров кукол |
| ------------------------------------------------------------------------------------------------- | -------------------------------- | -------------------------------- | ------------------------------------ | -------------------------------- |
|                                                                                                   |                                  |                                  |                                      |                                  |
| Спектакль/номинации                                                                               | лучший спектакль                 | лучшая работа режиссёра          | лучшая работа художника-постановщика | лучшая актёрская работа          |
|                                                                                                   |                                  |                                  |                                      |                                  |
| «Безумный день, или Женитьба Фигаро» Центральный театр кукол им. С. В. Образцова, Москва          | зелёная ✓                        | Борис Константинов               | Елизавета Дворкина • Виктор Антонов  | –                                |
| «Ваня» Karlsson Haus, Санкт-Петербург                                                             | зелёная ✓                        | Алексей Лелявский                | Александр Вахрамеев                  | Михаил Шеломенцев                |
| «Сияющая в ночи» Театр кукол «Гулливер», Курган                                                   | зелёная ✓                        | Ёити Нисимура                    | Кадзунори Ватанабэ                   | Татьяна Кокина                   |
| «Толстая тетрадь» Театр кукол, Пермь                                                              | зелёная ✓                        | Александр Янушкевич              | Татьяна Нерсисян                     | –                                |
| «Панночка» Театр куклы и актёра «Скоморох», Томск, и Творческое объединение «КультПроект», Москва | зелёная ✓                        | Владимир Бирюков                 | Виктор Никоненко                     | –                                |

| Конкурс «Эксперимент» (поиск новых выразительных средств современного театра)     | Конкурс «Эксперимент» (поиск новых выразительных средств современного театра) | Конкурс «Эксперимент» (поиск новых выразительных средств современного театра) |
| --------------------------------------------------------------------------------- | ----------------------------------------------------------------------------- | ----------------------------------------------------------------------------- |
|                                                                                   |                                                                               |                                                                               |
| Спектакль/номинации                                                               | лучший спектакль                                                              | лучшая работа композитора                                                     |
|                                                                                   |                                                                               |                                                                               |
| «Remote Moscow» «Rimini Protokoll», Германия, и Фёдор Елютин, Москва              | зелёная ✓                                                                     | –                                                                             |
| «Звуковые ландшафты» «Школа драматического искусства», Москва                     | зелёная ✓                                                                     | Пётр Айду                                                                     |
| «Земля» Александринский театр, Санкт-Петербург                                    | зелёная ✓                                                                     | –                                                                             |
| «Прикасаемые» Фонд поддержки слепоглухих «Со-единение» и Театр наций, Москва      | зелёная ✓                                                                     | –                                                                             |
| «Путешествие в Страну джамблей» Театр оперы и балета им. П. И. Чайковского, Пермь | зелёная ✓                                                                     | –                                                                             |

### Лауреаты премии «Золотая маска» 2016 года
Председателем жюри драматического театра и театров кукол стал режиссёр Михаил Бычков, в члены жюри вошли Эллина Агеева (актриса), Елена Алексеева (критик), Игорь Белозёров (актёр), Василий Бочкарёв (актёр), Екатерина Дмитриевская (критик), Римма Кречетова (театровед), Вера Мартынова (художник), Сюзанна Ооржак (режиссёр), Владимир Оренов (режиссёр), Виктор Рыжаков (режиссёр), Евгения Симонова (актриса), Ирина Соколова (актриса), Александра Урсуляк (актриса), Нина Шалимова (историк).
Председателем жюри музыкальных театров выступил режиссёр Юрий Лаптев, в члены жюри вошли Марина Багдасарян (критик), Павел Бубельников (дирижёр), Валерий Воронин (дирижёр), Ольга Гурякова (солистка), Лейла Гучмазова (критик), Егор Дружинин (актёр), Виолетта Майниеце (критик), Ирина Муравьёва (критик), Владимир Панков (режиссёр), Александр Пантыкин (композитор), Антон Пимонов (солист балета), Сергей Райник (артист балета), Нина Семизорова (балетный педагог), Зураб Соткилава (солист оперы), Елена Степанова (художник), Кирилл Стрежнев (режиссёр), Николай Цискаридзе (артист балета).
Церемония вручения состоялась 16 апреля на сцене Московского музыкального театра им. К. С. Станиславского и Вл. И. Немировича-Данченко. Ведущими церемонии, оформленной в стиле ретро-цирка, в образе клоунской пары выступили Юлия Пересильд и Павел Акимкин. Церемонию поставил режиссёр Евгений Писарев, и, по мнению газеты «Коммерсантъ», она оказалась самой весёлой за последнее десятилетие. Вместо министра культуры Владимира Мединского на церемонии присутствовал его заместитель Александр Журавский.
Обозреватели газеты «Московский комсомолец» отметили компетентность жюри музыкального театра по сравнению с экспертным советом, решения которого по отбору номинантов подвергались критике. Жюри драматического театра, как пишут обозреватели «Ведомостей», отдали предпочтение традиционным спектаклям признанных деятелей театра. Театральный критик Лариса Барыкина также заметила, что в связи с внешними обстоятельствами в театре происходит поворот в сторону традиционализма. По её мнению, несмотря на богатую историю и традиции, театральные постановки должны быть понятны и близки современному зрителю, а на премию номинироваться работы, которые привносят в тот или иной жанр что-то новое. Главным противостоянием премии обозреватель газеты «Труд» Любовь Лебедина назвала борьбу между приверженцами углублённой трактовки произведений и авангардизмом тех, кто не признаёт авторское видение сюжета и персонажей. Обозреватель газеты «Труд» Сергей Бирюков выразил недоумение по поводу практически полного отсутствия внимания к работам Большого театра, многие из которых даже не были номинированы, а также высказался об устаревании системы номинирования: логичнее, по его мнению, разделять масштабные и камерные постановки. Театральный критик Майя Крылова, комментируя решения жюри, назвала многие из них вполне адекватными, однако пожелала жюри «большей смелости».
Таблица лауреатов составлена на основании положения о премии и официального опубликованного списка лауреатов.
Легенда:
     — Лауреаты премий в основных номинациях

     — Лауреаты премий в частных номинациях
| Конкурс                                                           | Номинация | Победитель                                 | Произведение (роль)                                                       | Театр (учреждение)                                                              |
| ----------------------------------------------------------------- | --- | ------------------------------------------ | ------------------------------------------------------------------------- | ------------------------------------------------------------------------------- |
|                                                                   | |                                            |                                                                           |                                                                                 |
| Конкурс спектаклей драматического театра                          | Лучший спектакль большой формы | «Сон в летнюю ночь»                        | «Сон в летнюю ночь»                                                       | Театр «Мастерская П. Н. Фоменко», Москва                                        |
| Конкурс спектаклей драматического театра                          | Лучший спектакль малой формы | «О-й. Поздняя любовь»                      | «О-й. Поздняя любовь»                                                     | «Лаборатория Дмитрия Крымова» театра «Школа драматического искусства», Москва   |
| Конкурс спектаклей драматического театра                          | Лучшая работа режиссёра | Андрей Могучий                             | «Пьяные»                                                                  | Большой драматический театр имени Г. А. Товстоногова, Санкт-Петербург           |
| Конкурс спектаклей драматического театра                          | Лучшая работа художника-постановщика                                                                                                 | Семён Пастух                               | «Маскарад. Воспоминания будущего»                                         | Александринский театр, Санкт-Петербург                                          |
| Конкурс спектаклей драматического театра                          | Лучшая работа художника по костюмам                                                                                                  | Альберт Нестеров                           | «Черноликие»                                                              | Башкирский театр драмы им. М. Гафури, Уфа                                       |
| Конкурс спектаклей драматического театра                          | Лучшая работа художника по свету | Александр Сиваев                           | «Бег»                                                                     | Театр им. Е. Вахтангова, Москва                                                 |
| Конкурс спектаклей драматического театра                          | Лучшая женская роль | Мария Смольникова                          | «О-й. Поздняя любовь» (Людмила)                                           | «Лаборатория Дмитрия Крымова» театра «Школа драматического искусства», Москва   |
| Конкурс спектаклей драматического театра                          | Лучшая мужская роль | Сергей Волков                              | «Кабаре Брехт» (Бертольт Брехт)                                           | Театр им. Ленсовета, Санкт-Петербург                                            |
| Конкурс спектаклей драматического театра                          | Лучшая роль второго плана | Николай Мартон                             | «Маскарад. Воспоминания будущего» (Неизвестный)                           | Александринский театр, Санкт-Петербург                                          |
|                                                                   | |                                            |                                                                           |                                                                                 |
| Конкурс спектаклей театров оперы                                  | Лучший спектакль | «Хованщина»                                | «Хованщина»                                                               | Музыкальный театр им. К. С. Станиславского и Вл. И. Немировича-Данченко, Москва |
| Конкурс спектаклей театров оперы                                  | Лучшая работа режиссёра | Александр Титель                           | «Медея»                                                                   | Музыкальный театр им. К. С. Станиславского и Вл. И. Немировича-Данченко, Москва |
| Конкурс спектаклей театров оперы                                  | Лучшая работа дирижёра | Андрей Лебедев                             | «Ромео и Джульетта»                                                       | «Новая опера» им. Е. Колобова, Москва                                           |
| Конкурс спектаклей театров оперы                                  | Лучшая женская роль | Хибла Герзмава                             | «Медея» (Медея)                                                           | Музыкальный театр им. К. С. Станиславского и Вл. И. Немировича-Данченко, Москва |
| Конкурс спектаклей театров оперы                                  | Лучшая мужская роль | Алексей Татаринцев                         | «Ромео и Джульетта» (Ромео)                                               | «Новая опера» им. Е. Колобова, Москва                                           |
|                                                                   | |                                            |                                                                           |                                                                                 |
| Конкурс спектаклей оперетты / мюзикла                             | Лучший спектакль | «Голливудская дива»                        | «Голливудская дива»                                                       | Театр музыкальной комедии, Санкт-Петербург                                      |
| Конкурс спектаклей оперетты / мюзикла                             | Лучшая работа режиссёра | Алексей Франдетти                          | «Рождество О. Генри»                                                      | Театр им. А. С. Пушкина, Москва                                                 |
| Конкурс спектаклей оперетты / мюзикла                             | Лучшая работа дирижёра | Мариам Барская                             | «Призрак Оперы»                                                           | Stage Entertainment, Москва                                                     |
| Конкурс спектаклей оперетты / мюзикла                             | Лучшая женская роль | Оксана Костецкая                           | «Все о Золушке» (Крёстная)                                                | Театр мюзикла, Москва                                                           |
| Конкурс спектаклей оперетты / мюзикла                             | Лучшая мужская роль | Дмитрий Ермак                              | «Призрак Оперы» (Призрак оперы)                                           | Stage Entertainment, Москва                                                     |
|                                                                   | |                                            |                                                                           |                                                                                 |
| Конкурс спектаклей балета                                         | Лучший спектакль балета | «Герой нашего времени»                     | «Герой нашего времени»                                                    | Большой театр, Москва                                                           |
| Конкурс спектаклей балета                                         | Лучший спектакль современного танца                                                                                                  | «Кафе Идиот»                               | «Кафе Идиот»                                                              | «Балет Москва», Москва                                                          |
| Конкурс спектаклей балета                                         | Лучшая работа постановщика (балетмейстера/хореографа)                                                                                | Даглас Ли                                  | «Когда падал снег»                                                        | Театр оперы и балета им. П. И. Чайковского, Пермь                               |
| Конкурс спектаклей балета                                         | Лучшая работа дирижёра | Юрий Кочнев                                | «Стальной скок»                                                           | Театр оперы и балета, Саратов                                                   |
| Конкурс спектаклей балета                                         | Лучшая женская роль | Любовь Андреева                            | «Up&down» (Николь Уоррен)                                                 | Театр балета Бориса Эйфмана, Санкт-Петербург                                    |
| Конкурс спектаклей балета                                         | Лучшая мужская роль | Олег Габышев                               | «Up&down» (Дик Дайвер)                                                    | Театр балета Бориса Эйфмана, Санкт-Петербург                                    |
|                                                                   | |                                            |                                                                           |                                                                                 |
| Конкурс спектаклей театров кукол                                  | Лучший спектакль | «Толстая тетрадь»                          | «Толстая тетрадь»                                                         | Театр кукол, Пермь                                                              |
| Конкурс спектаклей театров кукол                                  | Лучшая работа режиссёра | Алексей Лелявский                          | «Ваня»                                                                    | Karlsson Haus, Санкт-Петербург                                                  |
| Конкурс спектаклей театров кукол                                  | Лучшая работа художника | Татьяна Нерсисян                           | «Толстая тетрадь»                                                         | Театр кукол, Пермь                                                              |
| Конкурс спектаклей театров кукол                                  | Лучшая актёрская работа | Михаил Шеломенцев                          | «Ваня»                                                                    | Karlsson Haus, Санкт-Петербург                                                  |
|                                                                   | |                                            |                                                                           |                                                                                 |
| Из номинантов на звание «Лучший спектакль» — музыкальных театров  | Лучшая работа художника-постановщика                                                                                                 | Тимофей Рябушинский                        | «Рождество О. Генри»                                                      | Театр им. А. С. Пушкина, Москва                                                 |
| Из номинантов на звание «Лучший спектакль» — музыкальных театров  | Лучшая работа художника по костюмам                                                                                                  | Анастасия Нефёдова                         | «Сверлийцы»                                                               | Электротеатр Станиславский, Москва                                              |
| Из номинантов на звание «Лучший спектакль» — музыкальных театров  | Лучшая работа художника по свету | Саймон Донжер                              | «Герой нашего времени»                                                    | Большой театр, Москва                                                           |
| Из номинантов на звание «Лучший спектакль» — музыкальных театров  | Лучшая работа композитора | Илья Демуцкий                              | «Герой нашего времени»                                                    | Большой театр, Москва                                                           |
|                                                                   | |                                            |                                                                           |                                                                                 |
| Эксперимент поиск новых выразительных средств современного театра | Лучший спектакль | «Звуковые ландшафты»                       | «Звуковые ландшафты»                                                      | «Школа драматического искусства», Москва                                        |
|                                                                   | |                                            |                                                                           |                                                                                 |
| Специальные премии                                                | |                                            |                                                                           |                                                                                 |
|                                                                   | |                                            |                                                                           |                                                                                 |
| Специальные премии жюри                                           | |                                            |                                                                           |                                                                                 |
| Специальная премия жюри музыкальных театров                       | Александр Виноградов | «Свадьба Фигаро» (Фигаро)                  | Большой театр, Москва                                                     |                                                                                 |
| Специальная премия жюри музыкальных театров                       | «Путешествие в страну Джамблей» | «Путешествие в страну Джамблей»            | Театр оперы и балета им. П. И. Чайковского, Пермь                         |                                                                                 |
| Специальная премия жюри музыкальных театров                       | хор в спектакле | «Сатьяграха»                               | Театр оперы и балета, Екатеринбург                                        |                                                                                 |
| Специальная премия жюри драматического театра и театров кукол     | Спектакль «Алиsа» | Спектакль «Алиsа»                          | Театр юного зрителя, Красноярск                                           |                                                                                 |
| Специальная премия жюри драматического театра и театров кукол     | актёрский ансамбль | «Пьяные»                                   | Большой драматический театр имени Г. А. Товстоногова, Санкт-Петербург     |                                                                                 |
| Приз критики                                                      | «Сатьяграха» | «Сатьяграха»                               | Театр оперы и балета, Екатеринбург                                        |                                                                                 |
| Лучший зарубежный спектакль, показанный в России в 2015 г.        | «Борис Годунов» | «Борис Годунов»                            | Литовский национальный театр драмы, Вильнюс, Литва                        |                                                                                 |
| Лучший зарубежный спектакль, показанный в России в 2015 г.        | «Когда гора сменила свой наряд» | «Когда гора сменила свой наряд»            | фестиваль «Руртриеннале», Германия, и театр «Кармина Словеника», Словения |                                                                                 |
|                                                                   | |                                            |                                                                           |                                                                                 |
| За выдающийся вклад в развитие театрального искусства             | Римма Белякова • Лев Додин • Клара Кисенкова • Борис Мессерер • Юрий Соломин • Ринат Тазетдинов • Борис Эйфман • Ростислав Янковский | За поддержку театрального искусства России | За поддержку театрального искусства России                                | губернатор Ульяновской области Сергей Морозов                                   |

## Галерея 2016 года
- Церемония вручения премий «Золотая Маска» 2016 года
- Церемония вручения премий «Золотая Маска» 2016 года
- Церемония вручения премий «Золотая Маска» 2016 года
- Церемония вручения премий «Золотая Маска» 2016 года
- Ведущие церемонии — Юлия Пересильд и Павел Акимкин
- Ведущие церемонии — Юлия Пересильд и Павел Акимкин
- Ведущие церемонии — Юлия Пересильд и Павел Акимкин
- Реж. И. Поповски и труппа спектакля «Сон в летнюю ночь»
- Андрей Могучий
- Альберт Нестеров
- Александр Сиваев
- Мария Смольникова
- Сергей Волков
- Николай Мартон
- Творческая группа спектакля «Хованщина»
- Александр Титель (справа)
- Андрей Лебедев
- Алексей Татаринцев
- Создатели и актёры постановки муз. комедии «Голливудская дива»
- Алексей Франдетти
- Мариам Барская
- Оксана Костецкая
- Дмитрий Ермак
- Труппа балета «Герой нашего времени»
- Даглас Ли
- Юрий Кочнев
- Любовь Андреева
- «Толстая тетрадь» — Татьяна Нерсисян
- Алексей Лелявский
- Михаил Шеломенцев
- Анастасия Нефёдова
- Илья Демуцкий
- Пётр Айду — «Звуковые ландшафты»
- Мария Литвинова и Вячеслав Игнатов («Путешествие в Страну джамблей»)
- Андрей Шишкин («Сатьяграха»)
- Оливер фон Донаньи (в центре) — гл. дирижёр «Сатьяграха»
- Таурас Чижас (режиссёр спект. «Борис Годунов»)
- Кармина Шилец за «Лучший зарубежный спектакль, показанный в России в 2015 году»
- Клара Кисенкова
- Юрий Соломин
- Ринат Тазетдинов
- Борис Эйфман
- Борис Эйфман
- Сергей Морозов